# Coppa Svizzera 2017-2018 (calcio femminile)
La Coppa Svizzera 2017-2018 è stata la 42ª edizione della manifestazione calcistica organizzata dall'Associazione Svizzera di Football (Association Suisse de Football, Schweizerischer Fussballverband - ASF/SFV), la federazione calcistica della Svizzera, riservata a squadre di calcio femminile.
Iniziata il 26 agosto 2017, si è conclusa il 2 giugno 2018 con la vittoria dello Zurigo che, battendo in finale il Lugano 1976 con il risultato di 1-0 dopo i tempi supplementari, ha conquistato la coppa per la tredicesima volta nella sua storia sportiva.

## Ottavi di finale
Giocate sabato 4 novembre 2017.
| Squadra 1        | Risultato       | Squadra 2   |
| ---------------- | --------------- | ----------- |
| Servette Chênois | 2 - 2 (7-6 dtr) | Young Boys  |
| Bühler           | 0 - 2           | Lucerna     |
| Basilea          | 2 - 1 (dts)     | Grasshopper |
| Rapperswil-Jona  | 2 - 1           | Walperswil  |
| Lucerna B        | 3 - 2           | Aarau       |

Giocate domenica 5 novembre 2017.
| Squadra 1          | Risultato | Squadra 2   |
| ------------------ | --------- | ----------- |
| Gossau             | 0 - 2     | Yverdon     |
| Thun Berner Oberl. | 0 - 5     | Zurigo      |
| Therwil            | 1 - 2     | Lugano 1976 |

## Quarti di finale
Giocate il 17 marzo 2018.
| Squadra 1       | Risultato       | Squadra 2        |
| --------------- | --------------- | ---------------- |
| Lucerna         | 3 - 3 (7-8 dtr) | Lugano 1976      |
| Lucerna B       | 0 - 5           | Servette Chênois |
| Zurigo          | 4 - 2           | Basilea          |
| Rapperswil-Jona | 1 - 2           | Yverdon          |

## Semifinali
Giocate il 21 aprile 2018.
| Squadra 1        | Risultato | Squadra 2   |
| ---------------- | --------- | ----------- |
| Yverdon          | 0 - 1     | Lugano 1976 |
| Servette Chênois | 2 - 3     | Zurigo      |

## Finale
| Bienne 2 giugno 2018, ore 17:00 CEST           | Lugano 1976 | 0 – 1 (d.t.s.) referto | Zurigo | Tissot Arena (624 spett.) |
| \| \| \| \| \| \| Marcatori \| 108’ Stierli \| |             |                        |        |                           |
|                                                |             |                        |        |                           |
|                                                | Marcatori   | 108’ Stierli           |        |                           |